# Демарест (Нью-Джерсі)
Демарест (англ. Demarest) — місто (англ. borough) в США, в окрузі Берген штату Нью-Джерсі. Населення — 4981 особа (2020).

## Географія
Демарест розташований за координатами 40°57′16″ пн. ш. 73°57′24″ зх. д. / 40.95444° пн. ш. 73.95667° зх. д. (40.954576, -73.956563).  За даними Бюро перепису населення США в 2010 році місто мало площу 5,38 км², з яких 5,35 км² — суходіл та 0,03 км² — водойми.

## Демографія
Згідно з переписом 2010 року, у селищі мешкала 4881 особа в 1597 домогосподарствах у складі 1403 родин. Було 1659 помешкань
Расовий склад населення:
| - 70,2 % — білих - 26,4 % — азіатів - 0,6 % — чорних або афроамериканців |

До двох чи більше рас належало 2,0 %. Частка іспаномовних становила 4,4 % від усіх жителів.
За віковим діапазоном населення розподілялося таким чином: 27,5 % — особи молодші 18 років, 58,1 % — особи у віці 18—64 років, 14,4 % — особи у віці 65 років та старші. Медіана віку мешканця становила 43,9 року. На 100 осіб жіночої статі у селищі припадало 93,4 чоловіків;  на 100 жінок у віці від 18 років та старших — 89,7 чоловіків також старших 18 років.
Середній дохід на одне домашнє господарство  становив 234 223 долари США (медіана — 163 571), а середній дохід на одну сім'ю — 255 762 долари (медіана — 175 300). За межею бідності перебувало 2,0 % осіб, у тому числі 1,7 % дітей у віці до 18 років та 4,4 % осіб у віці 65 років та старших.
Цивільне працевлаштоване населення становило 2328 осіб. Основні галузі зайнятості: освіта, охорона здоров'я та соціальна допомога — 23,2 %, науковці, спеціалісти, менеджери — 14,7 %, фінанси, страхування та нерухомість — 12,4 %, виробництво — 10,4 %.